# Ковельський виступ
Ковельський виступ (Брест-Ковельський виступ, Ковельська антекліза, Брест-Ковельська антекліза) — тектонічна структура на крайньому північному заході України, у межах Волинської області.
Є виступом кристалічного фундаменту Східно-Європейської платформи, розчленованим розривами на блоки. Відділений системою розривних порушень. Глибина залягання його поверхні — від 1,2 км на півдні до 2 км на заході (на південь від Володимир-Волинського розлому вона на 2,6 км глибша, ніж у Ковельського виступу).
Осадовий чохол Ковельського виступу складний породами, що фрагментарно зустрічаються, верхнього протерозою, нижнього палеозою, нижнього девону і карбону. Ці утворення повсюдно перекриті відкладеннями верхньої крейди і юри, а також досить малопотужними відкладеннями кайнозою.
Осадовий чохол має 2 структурні поверхи. Нижній, складений дислокованими теригенними осадовими породами верхнього протерозою — нижнього палеозою, нарощується на захід за рахунок кам'яновугільних і юрських відкладів. Верхній поверх лежить на розмитій поверхні нижнього і утворений моноклінальними товщами крейдяно-мергельних порід верхньокрейдового віку. Суцільний антропогеновий чохол представлений водно-льодовиковими піщано-глинястими утвореннями, перекритими моренними відкладами на Волинському пасмі.
За рельєфом Ковельський виступ відповідає південно-західній частині Поліської низовини, ускладненій Волинським пасмом.